# Un homme idéal (film, 2015)
Pour les articles homonymes, voir Un homme idéal.
Pour plus de détails, voir Fiche technique et Distribution.
Un homme idéal est un film à suspense français coécrit et réalisé par Yann Gozlan, sorti en 2015.
Le film suit Mathieu, un parisien de vingt-six ans, qui aspire depuis toujours à devenir un auteur reconnu. Un rêve inaccessible car malgré tous ses efforts, il n'a jamais réussi à être édité. En attendant, il travaille chez son oncle qui dirige une société de déménagement. Son destin bascule le jour où il découvre par hasard le manuscrit d'un vieil homme solitaire qui vient de mourir. Mathieu s'en empare et fait publier le texte signé de son nom.

## Synopsis
Mathieu, jeune écrivain qui n'arrive pas à être publié, travaille comme déménageur chez son oncle. 
Un jour, il trouve un manuscrit dans une maison dont l'occupant, seul et sans famille, vient de mourir et qu'il vide avec ses collègues déménageurs. Ce sont les mémoires d'un vétéran de la guerre d'Algérie, Léon Vauban. Mathieu propose ce manuscrit aux éditions du Cercle, sous son propre nom et sous le titre Sable noir. Le livre est publié et Mathieu accède au succès. Il remporte le prix Renaudot et rencontre Alice Fursac, une universitaire de bonne famille qui l'admire. 
Trois ans après, Mathieu passe l'été dans la luxueuse villa des parents d'Alice sur la côte d'Azur. Son compte bancaire est à découvert et il n'a rien publié depuis. Il vit des avances consenties par son éditeur qui lui réclame un nouveau manuscrit, le menaçant de ses avocats. 
Victime du syndrome de la page blanche, Mathieu reprend un ancien manuscrit qu’il fait lire à Alice sans lui révéler qu’il vient de lui. Alice trouve le texte médiocre et lui dit qu'il lui est « tombé des mains ».  
Désespéré, Mathieu simule un carjacking et détruit son ordinateur. Son éditeur, à qui il a déclaré que son tapuscrit, sans sauvegarde, a été détruit lors de l'agression, accepte de lui laisser encore un délai. 
Lors d'une séance de dédicace, un homme inquiétant, ancien compagnon d'armes du véritable auteur de Sable noir, se présente pour le faire chanter : il lui réclame cinquante mille euros.
Ne disposant pas de cette somme, Mathieu vole pour le maître-chanteur des armes de la collection de son beau-père. Il n'est pas soupçonné, chacun croyant à un cambriolage. 
Stanislas Richer, un proche de la famille en visite chez les Fursac, secrètement jaloux du succès de Mathieu et de l'amour qu'éprouve Alice pour lui, a des soupçons. Il fouille dans la chambre de Mathieu et découvre les armes volées. Mathieu le surprend et, dans la bagarre qui s'ensuit, Mathieu donne à Stanislas un coup violent à la tempe et le tue accidentellement. Tant bien que mal, il cache le cadavre, et durant la nuit, le ficelle dans une bâche et le jette en mer. Mathieu livre les armes au maître-chanteur.
Cette situation stresse intensément Mathieu. Alice s'alarme des appels téléphoniques discrets qu'il reçoit, de son état second et de ses crises d'angoisse. Mathieu se reprend et la rassure. Mieux : apprenant qu'il sera bientôt père, il trouve enfin l'inspiration pour écrire un nouveau manuscrit intitulé Faux-Semblants, dont la trame est sa propre histoire de faussaire.
La police repêche le corps de Stanislas. Elle demande à tous les membres de la famille de faire un test ADN. Mathieu se rend compte que son crime va être découvert. 
Alice et ses parents partent pour Londres rejoindre la famille de Stanislas, le laissant seul quelques jours dans leur villa. Le maître-chanteur revient à la charge pour lui réclamer davantage d'argent. 
Mathieu accepte un nouveau rendez-vous. Au préalable il neutralise l'airbag et la ceinture de sécurité du passager. Alors qu'il conduit, il fonce sur une paroi rocheuse. Le maître-chanteur, assis à côté de lui, est projeté contre le pare-brise et tué sur le coup. Mathieu, indemne, transporte son corps côté conducteur, lui met sa montre au poignet et laisse son téléphone dans l'une de ses poches, puis il met le feu à la voiture. Plus tard, dans un hôtel, le journal télévisé lui apprend que son stratagème a réussi : il est présenté comme mort.
Deux ans plus tard, redevenu déménageur, il passe un soir devant une librairie, dont la vitrine met en avant son roman Faux-Semblants, qui rencontre le succès. Il y aperçoit Alice avec leur enfant. Bouleversé, il s'éclipse dans la nuit avant qu'Alice, qui a cru un instant voir une ombre dans la rue, ne le reconnaisse.

## Fiche technique
- Titre original : Un homme idéal
- Titre international : A Perfect Man
- Réalisation : Yann Gozlan
- Scénario : Yann Gozlan et Guillaume Lemans
- Dialogues : Grégoire Vigneron
- Décors : Jean-Philippe Moreaux
- Costumes : Olivier Ligen
- Photographie : Antoine Roch
- Directeur artistique : Bruno Via
- Son : Nicolas Bouvet, Marc Doisne et Frédéric Heinrich
- Montage : Grégoire Sivan
- Musique : Cyrille Aufort
- Effets spéciaux : Les Versaillais
- Cascades : Gregory Loffredo et Patrick Vo
- Maquillage : Laura Ozier
- Casting : Brigitte Moidon (ARDA)
- Supervision musicale : Varda Kakon
- Production : Thibault Gast ; Matthias Weber et Wassim Béji
- Sociétés de production : 24 25 Films, WY Productions, TF1 Films Productions et Mars Films
- Soutien à la production : OCS, Ciné+, TF1, HD1, Backup MEDIA 12, MANON 5, le CNC, l'ANGOA et la région PACA
- Directeur de production : Sébastien Lagoszniak
- Producteur délégué : Oury Milshtein
- Société de distribution : Mars Films (France), Praesens-Film ( Suisse), Future Film (en)( Finlande) et SND ( Ventes internationales)
- Pays d'origine :  France
- Langue originale : français
- Format : couleur - 2.35 : 1 - Dolby Digital - Arri Alexa anamorphique
- Genre : thriller
- Durée : 103 minutes
- Date de sortie :
  - France : 18 mars 2015
- Visa d'exploitation n°129 911
- Budget : 5.09M€[1]
- Box-office France : 670 320 entrées[2]

## Distribution
- Pierre Niney : Mathieu Vasseur
- Ana Girardot : Alice Fursac
- André Marcon : Alain Fursac
- Valeria Cavalli : Hélène Fursac
- Thibault Vinçon : Stanislas Richer
- Marc Barbé : Vincent
- Laurent Grevill : Stéphane Marsan
- Sacha Mijovic : Franck
- Éric Savin : le gendarme
- Luc Antoni : l'agent immobilier
- Romain Gary : lui-même (images d'archives)
- Michel Houellebecq : lui-même (images d'archives)
- Yann Moix : lui-même (images d'archives)
- Meta Golding : Nina Lawrence
- Soria Moufakkir : la libraire
- Olivier Antoine : policier de l'hôpital
- Frédéric Pellegeay : journaliste 1
- Karina Beuthe : Mylène Andreotty
- François Rabette : journaliste 2
- Serge Grünberg : le modérateur
- Ludovic Berthillot : le patron des déménageurs
- Morgane Lombard : l'éditrice (voix)
- Frédérique Farina : conseillère bancaire (voix)
- Rebecca Fitoussi : présentatrice LCI
- Clémence Chatagnon : une invitée à la réception
- Véronique Delclos.

## Production

### Tournage
Le tournage s'est déroulé du 4 juin au 31 juillet 2014 dans la région PACA (Le Pradet, Cap Sicié, Hyères, Six-Fours-les-Plages, la Seyne-sur-Mer, Toulon, les Ports de Carqueiranne et Toulon) et à Saint-Denis et Paris. Notamment à la Villa Rocabella, située au Pradet.

## Bande originale
- Bei Mannern de La Flûte enchantée de Wolfgang Amadeus Mozart.
- Le printemps des Quatre Saisons d'Antonio Vivaldi.

## Accueil

### Accueil critique
L'accueil public du film est bon, obtenant un score de 76% sur le site d'agrégateur de critiques Rotten Tomatoes.
Aurélien Ferenczi de Télérama n'aime pas le film et liste les incohérences du scénario (la banque qui raccroche en cas de découvert, la manifestation tardive du maître-chanteur, le bruit assourdissant pour cacher le crime). Un journaliste de France Info remarque également des invraisemblances et souligne que normalement, si l'enquête est plus poussée, même si l'ADN est détruit et le suspect présupposé mort, il existe des preuves troublantes.

## Analyse
- Le scénario rend esthétiquement hommage à ceux de Match Point de Woody Allen (le patriarche armurier reflétant une pleine réussite sociale et l'ancien amant intrigué) et de Plein Soleil de René Clément. Pierre Niney travaille à recréer une ressemblance avec le personnage joué par Alain Delon dans Plein Soleil[8],[9].
- Le scénario rappelle le roman d'Henri Troyat Le mort saisit le vif (1942). Dans ce roman, Jacques Sorbier signe le roman La Colère, dont le véritable auteur est en fait décédé. La spirale de l'imposture conduit le personnage de Sorbier aux portes de la folie. La façon avec laquelle le héros se débarrasse du maître-chanteur est inspirée de celle utilisée par l'héroïne de Last Seduction pour se débarrasser du détective privé envoyé par son mari.

## Autour du film
- Lila, Lila (2004) de l'auteur helvétique Martin Suter traite également ce même thème de l'usurpation littéraire.
- Il existe deux films traitant du même sujet : The Words et A Murder of Crows.
- Mathieu Vasseur est aussi le nom du personnage interprété par Pierre Niney dans les film du même réalisateur, Boîte Noire et Gourou. Pourtant, ce ne sont pas les mêmes personnages.